# Forn per fumar

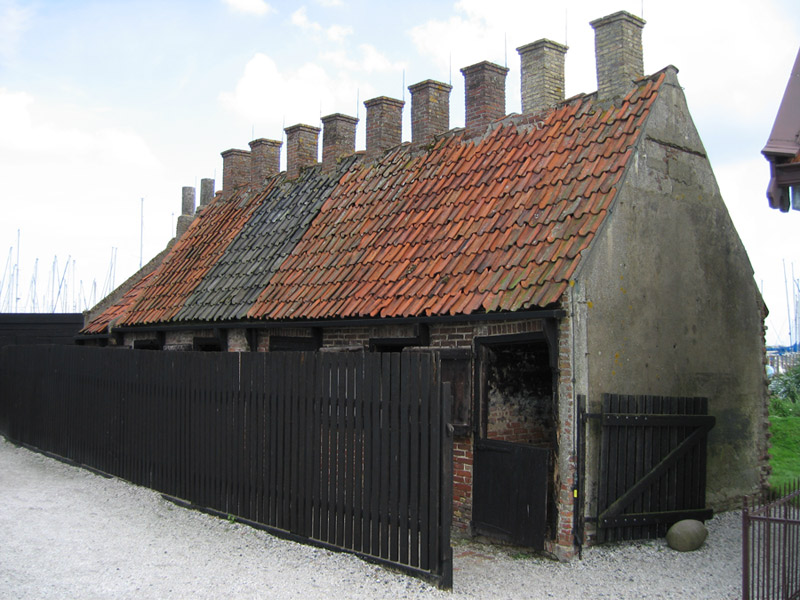
forn per fumar antic al museu Zuiderzeemuseum, Enkhuizen, Països Baixos

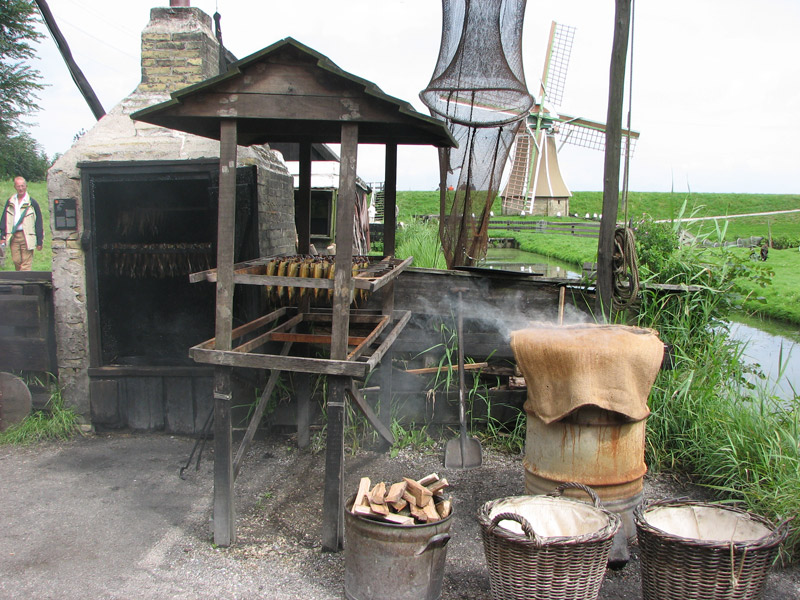
forn antic per fumar peix, museu Zuiderzeemuseum, Enkhuizen, Països Baixos

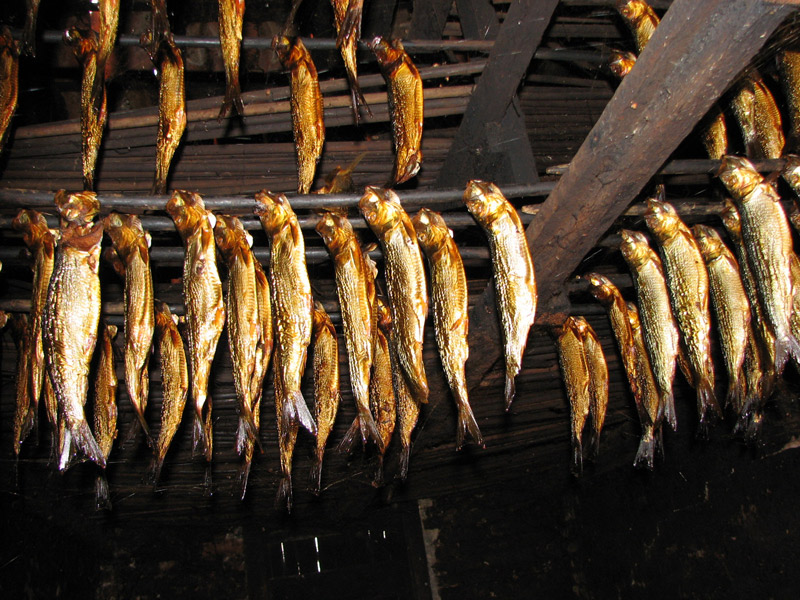
arengades fumades al museu Zuiderzeemuseum, Enkhuizen, Països Baixos

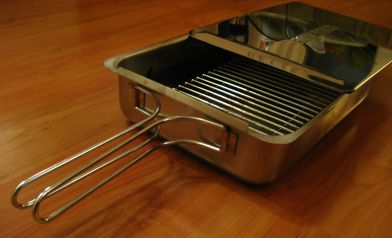
forn per fumar per fer servir a casa

Un forn per preparar aliments fumats (en neerlandès, rokerij o rookoven) és un forn que es basa en la circulació de fum provinent de trossos de fusta, que es consumeixen en una atmosfera pobra en oxigen. El fumat d'aliments és una tècnica de conservació d'aliments, tot i que actualment es fa servir més aviat per aconseguir el gust característic dels productes fumats.
Hi ha forns per fumar de diverses mides. N'hi ha d'industrials, n'hi ha en forma d'armari (per fumar peix). També n'hi ha de petits per fer servir a casa.
El fum conserva els aliments i els dona un gust característic. Als Països baixos és una tècnica molt comuna. S'hi fuma peix, pollastre, formatge o salsitxa.